# Classe Mameli
La classe Mameli est une classe de quatre sous-marins construits pour la Marine royale italienne (en italien : Regia Marina) à la fin des années 1920. 
La classe Mameli a été l'une des premières classes de sous-marins à être construites pour la Regia Marina après la Première Guerre mondiale. 
Certains de ces sous-marins ont joué un rôle mineur dans la guerre civile espagnole de 1936-1939 en soutenant les nationalistes espagnols. 
Sur les quatre sous-marins construits dans cette classe, tous sauf un ont survécu à la Seconde Guerre mondiale.

## Histoire et caractéristiques
La classe Mameli a été l'une des premières classes de sous-marins de la Regia Marina à être construite après la Première Guerre mondiale. Ils ont déplacé 823 tonnes en surface et 1 009 tonnes en immersion. Les sous-marins mesuraient 64,6 mètres de long, avaient une largeur de 6,51 mètres et un tirant d'eau de 4,3 mètres. Ils avaient une profondeur de plongée opérationnelle de 90 mètres. Leur équipage comptait 49 officiers et soldats.
Pour la navigation de surface, les sous-marins étaient propulsés par deux moteurs diesel de 1 550 chevaux-vapeur (1 156 kW), chacun entraînant un arbre d'hélice. En immersion, chaque hélice était entraînée par un moteur électrique de 550 chevaux-vapeur (410 kW). Ils pouvaient atteindre 15 nœuds (28 km/h) en surface et 7,2 nœuds (13,3 km/h) sous l'eau. En surface, la classe Mameli avait une autonomie de 4 360 milles nautiques (8 070 km) à 8 noeuds (15 km/h); en immersion, elle avait une autonomie de 110 milles nautiques (200 km) à 3 noeuds (5,6 km/h).
Les sous-marins étaient armés de six tubes lance-torpilles de 53,3 centimètres (21 pouces), quatre à l'avant et deux à l'arrière, pour lesquels ils transportaient un total de 10 torpilles. Ils étaient également armés d'un seul canon de pont de 102/35 Model 1914 à l'avant de la tour de contrôle (kiosque) pour le combat en surface. Leur armement anti-aérien consistait en deux mitrailleuses Breda Model 1931 de 13,2 mm.

## Unités
| Regia Marina - Classe Mameli | Regia Marina - Classe Mameli             | Regia Marina - Classe Mameli | Regia Marina - Classe Mameli | Regia Marina - Classe Mameli | Regia Marina - Classe Mameli                               |
| Sous-marin                   | Chantier                                 | Début de construction        | Lancement                    | Entrée en service            | Destination finale                                         |
| ---------------------------- | ---------------------------------------- | ---------------------------- | ---------------------------- | ---------------------------- | ---------------------------------------------------------- |
| Pier Capponi                 | Cantieri navali Tosi di Taranto, Tarente | 27 août 1925                 | 1er avril 1928               | 20 janvier 1929              | Coulé par le sous-marin HMS Rorqual (N74) le 31 mars 1941. |
| Giovanni da Procida          | Cantieri navali Tosi di Taranto, Tarente | 21 septembre 1925            | 1er avril 1928               | 20 janvier 1929              | Radié le 1er février 1948                                  |
| Goffredo Mameli              | Cantieri navali Tosi di Taranto, Tarente | 17 août 1925                 | 9 décembre 1926              | 20 janvier 1929              | Radié le 1er février 1948                                  |
| Tito Speri                   | Cantieri navali Tosi di Taranto, Tarente | 18 septembre 1925            | 25 mai 1928                  | 20 août 1929                 | Radié le 1er février 1948                                  |

Les quatre sous-marins de cette classe ont formé le 34e escadron de sous-marins du 3e groupe de sous-marins à Messine en 1940.

### Goffredo Mameli
Nommé d'après le combattant de la liberté, philosophe et poète Goffredo Mameli, le sous-marin a été déposé le 17 août 1925, lancé le 9 décembre 1926 et mis en service le 20 janvier 1929. Peu avant son entrée en service, une collision avec le remorqueur San Pietro se produit le 29 septembre 1928, endommageant le sous-marin. En 1940, il a opéré au large de Malte, coulant le navire à vapeur grec Raula (1 044 tonneaux de jauge brute) avec son canon dans la nuit du 1er au 2 août, après que son équipage se soit mis à l'abri. D'autres opérations au large de Malte restèrent sans succès jusqu'en septembre 1941. En raison du mauvais état de l'installation de propulsion, il a été affecté à l'école de sous-marins de Pola. Après les premiers travaux de modernisation, il a effectué trois autres croisières ennemies infructueuses. Au moment de l'armistice du 8 septembre, des modifications ont encore été effectuées. Jusqu'en 1945, il a servi aux aviateurs navals américains des Bermudes, principalement pour l'entraînement à la chasse sous-marine. il revient en Italie à Key West le 8 septembre 1945, reste en réserve et est mise au rebut en 1948.

### Pier Capponi
Nommé d'après le chef de troupe florentin Pier Capponi, la quille du sous-marin a été posée le 27 août 1925, il a été lancé le 1er avril 1928 et mis en service le 20 janvier 1929. Durant l'été 1940, il opère dans le détroit de Sicile, où il coule le vapeur suédois armé Elgö (ou "Helge", 1 888 tonneaux), engagé par les Britanniques, dans la nuit du 21 au 22 juin. Dans la nuit du 11 au 12 juillet 1940, il a attaqué des cuirassés britanniques près de Malte, mais les a manqués. Les destroyers britanniques ont donné la chasse et ont endommagé le sous-marins avec des grenades sous-marines. Peu après, il a procédé à un échange de tirs avec un navire maltais et des batteries côtières maltaises. Le 1er septembre, le sous-marin Capponi a attaqué sans succès un destroyer britannique près de Malte et a échappé à sa contre-attaque. Le 9 novembre 1940, une attaque à la torpille contre une unité britannique au large de Malte (opération Coat) échoue. Un voyage sur zone ennemie commencé le 24 février 1941 a dû être interrompu à cause d'un accident. Le 31 mars 1941, le sous-marin fut coulé par le sous-marin britannique HMS Rorqual (N74) près de Stromboli alors qu'il naviguait de Messine à La Spezia.

### Giovanni da Procida
Nommé d'après Giovanni da Procida, la quille du sous-marin a été posée le 21 septembre 1925, il a été lancé le 1er avril 1928 et mis en service le 20 janvier 1929. Il a effectué un total de 16 passages ennemis dans le détroit de Sicile, près de Malte, en mer Égée, dans le détroit d'Otrante et au large de la Ligurie, mais sans succès. D'avril 1941 à février 1942, il a été utilisé pour l'entraînement des formations à la chasse anti-sous-marine depuis La Spezia, après quoi il y a été modernisé. En 1945, il est revenu des Bermudes en Italie, où il a été mis au rebut en 1948.

### Tito Speri
Nommé d'après le combattant de la liberté Tito Speri, la quille du sous-marin a été posée le 18 septembre 1925, il a été lancé le 25 mai 1928 et mis en service le 20 août 1929. Au début des années 1930, le sous-marin a effectué un essai dans l'Atlantique. Le 17 décembre 1935, il est entré accidentellement en collision avec le sous-marin Marcantonio Bragadin dans le golfe de Tarente, causant de graves dommages aux deux. En juin 1938, il a testé le "Girosi Apparatus", qui permettait à un sous-marin immergé d'enflammer du carburant préalablement déversé à la surface. Pendant la Seconde Guerre mondiale, il a fait neuf patrouilles ennemies infructueuses au large de l'Afrique du Nord et dans le détroit d'Otrante. En raison de son état, il fut placé sous l'école de sous-marins de Pola au printemps 1941, pour laquelle il effectua 65 entraînements et quatre patrouilles. À partir de février 1942, il a été modernisé à Tarente. Après l'armistice, il a effectué 120 voyages au large de la côte Est des États-Unis et dans les Caraïbes, principalement pour les besoins de formation mentionnés ci-dessus. En 1948, il a été mis au rebut en Italie.

## Source de la traduction
- (it) Cet article est partiellement ou en totalité issu de l’article de Wikipédia en italien intitulé « Classe Mameli » (voir la liste des auteurs).